# Юрій Борвін Мекленбурзький
Юрій Борвін Мекленбурзький (чеськ.: Jiří Borwin Meklenburský; нім.: Georg Borwin Mecklenburg, нар. 10 червня 1956) — князь Мекленбурзький, голова династичного дому Мекленбург-Штреліц з 1996 року, та всього Мекленбурзького династичного будинку з 2001 року.
31 липня 2001 року, після смерті Фрідріха Франца, спадкового Великого князя Мекленбург-Шверінського — його хрещеного батька — останнього представника чоловічої лінії роду Мекленбург-Шверінів, представники дінастії Штреліц стали єдиною існуючою генеалогічною лінією будинку Мекленбургів, що правили в Мекленбурзькому князівстві до 1918 рік.
Юрій Борвін та його сини, Олександр та Михайло, є єдиними законними нащадками середньовічної князівської династії, що походили від князя бодричів Ніклота Ободрицького, до нащадків якого відноситься також король Швеції Альберт Мекленбурзький.

## Біографія
Повне ім'я німецькою: Georg Borwin Friedrich Franz Karl Stephan Konrad Hubertus Maria.
У 1928 році його дід Юрій Олександр Мекленбурзький був усиновлений дядьком і головою династичного Будинку Мекленбург-Штреліц, князем Карлом Михайлом. Згодом його дід прийняв титул князя Мекленбурзького та офіційну форму звертання Ваша Ясновельможність — 18 липня 1929 р. Що було визнано великим князем Росії Кирилом Володимировичем, а пізніше, 23 грудня було затверджено колишнім Великим князем Мекленбург-Шверінський Фрідріхом Францом IV.
18 грудня 1950 року титулярний Великий князь Фрідріх Франц Мекленбург-Шверінський підтвердив князівський титул, а також надав стиль Вельможність, який у поєднанні з титулом є гоноративом, яким користуються члени династичного Будину Мекленбургів. Пізніше ого дід також був затверджений керівником династичного будинку.
Князь Борвін Мекленбурзький народився 10 червня 1956 р. у Фрайбурзі-у-Брайсгау Він був наймолодшою дитиною і єдиним сином князя Юрія Олександра Мекленбурзького та його дружини ерц-княгині Австрійської Ілони (1927—2011), донькою ерц-князя Йозефа Франц Австрійського та принцеси Ганни Саксонської. Він є нащадком, по батьківській лінії, великого князя Георга Мекленбурзького-Штреліц; а по материнській — нащадком короля Саксонії Фрідріха Августа III та імператора Австро-Угорщини Франца Йосифа I.
6 липня 1963 року князь Борвін став спадкоємцем голови династичного Будинку Мекленбург-Штреліц, коли помер його дідусь, а його батько перейшов на посаду Голови будинку. Борвін вивчав виноградарство в Інституті селекції винограду міста Гайзенгайм та служив офіцером у німецькій армії. Пізніше керував швейцарською компанією з виробництва напоїв.
В політиці князь Борвін — колишній голова місцевої організації партії Християнсько-демократичного союзу в Гінтерцартені в районі Брайсгау-Верхній Шварцвальд, землі Баден-Вюртемберг. Залишив цю посаду в травні 2009 року.
Став головою династичного Будинку Мекленбург-Штреліца після смерті батька 26 січня 1996 року. Після смерті спадкового Великого князя Фрідріха Франца, 31 липня 2001 року, весь династичний будинок Мекленбург-Шверін вимер по чоловічій лінії, залишивши Мекленбург-Штреліц як єдиних спадкоємців всього Великокнязівського будинку.
Князь Борвін є патроном і протектором Ордену Грифона, який був відроджений у вересні 1984 р. Орден був заснований Великим князем Мекленбург-Шверінським Фредеріком Франциском III 15 вересня 1884 р. Він також був членом наглядового комітету Альманаху Готів.
У 2005 році князь Борвін, разом із головою династичного Будинку Гогенцоллернів Георгом Фрідріхом, принцом Пруссії, відвідав відкриття замку в Гоенциріці, Мекленбург-Передня Померанія. Це замок, де в 1810 році померла їх спільна родичка королева Луїза Мекленбург-Штреліц, яка вийшла заміж за Фрідріха Вільгельма III, короля Пруссії.

## Родина
Князь Борвін одружився з Алісою Вагнер (народилася 2 серпня 1959 року в Гінтерцартені), дочкою доктора Юргена-Детлева Вагнера та Маріанни Біхль. В цивільному шлюбі з 24 грудня 1985 року; у релігійному з 19 липня 1986 року.
Подружжя має троє дітей.
- княгиня Олена Ольга Феодора Доната Марія Катаріна Терезія Мекленбург, народилася 13 жовтня 1988 року у Фрайбурзі.
- князь Юрій Олександр Михайло Генріх Ернст Франц Фердинанд Марія Мекленбург, народився 17 липня 1991 року у Фрайбурзі.
- князь Карл Михайло Борвін Юрій Фрідріх Франц Губерт Марія Мекленбург, народився 30 січня 1994 року у Фрайбурзі.

## Ордени
- Династичні ордени
  - Будинок Мекленбургів: Великий лицарський хрест з комірцем Суверена Ордену Вендської корони
  - Будинок Мекленбургів: Великий лицарський хрест Суверена Ордену Грифона
- Іноземні династичні відзнаки
  - Чорногорська королівська родина: Лицар Королівського Ордену Святого Петра Цетинського
  - Чорногорська королівська родина: Лицарський Великий хреста Королівського Ордену князя Данила I, спеціальний клас.

Ранги:
- : Член Товариства Синів американської революції.